# Шепілов Василь Тимофійович
Василь Тимофійович Шепілов (1 січня 1907, місто Лиман, тепер Донецької області — пом. ?) — радянський партійний діяч, 1-й секретар Ворошиловградського міського комітету КП(б)У, заступник голови Луганського облвиконкому. Член Центральної Ревізійної Комісії КП(б)У в січні 1949 — березні 1954 року.

## Біографія
Член ВКП(б) з 1929 року.
Перебував на відповідальній партійній роботі.
З 1943 (затверджений в липні 1945) по 1948 рік — заступник секретаря Ворошиловградського обласного комітету КП(б)У із транспорту — завідувач транспортного відділу Ворошиловградського обласного комітету КП(б)У.
З 1948 по січень 1950 року — 2-й секретар Ворошиловградського міського комітету КП(б)У.
У січні 1950 — листопаді 1953 року — 1-й секретар Ворошиловградського міського комітету КП(б)У.
У 1953 — 19 січня 1963 року — заступник голови виконавчого комітету Ворошиловградської (Луганської) обласної ради депутатів трудящих.
19 січня 1963 — 7 грудня 1964 року — 1-й заступник голови виконавчого комітету Луганської промислової обласної ради депутатів трудящих.
7 грудня 1964 — 1969 року — 1-й заступник голови виконавчого комітету Луганської обласної ради депутатів трудящих.
Потім — керуючий Ворошиловградського обласного паливного тресту.

## Звання
- політрук
- капітан

## Нагороди
- орден Трудового Червоного Прапора (23.01.1948)
- орден Червоної Зірки
- медаль «За перемогу над Німеччиною у Великій Вітчизняній війні 1941—1945 рр.»
- медалі